# Jegerup Sogn
Jegerup Sogn ist eine Kirchspielsgemeinde (dän.: Sogn)  in Nordschleswig im südlichen Dänemark. Bis 1970 gehörte sie zur Harde Gram Herred im damaligen Haderslev Amt, danach zur Vojens Kommune im damaligen Sønderjyllands Amt, die im Zuge der Kommunalreform zum 1. Januar 2007 in der „neuen“  Haderslev Kommune in der Region Syddanmark aufgegangen ist.
Im Kirchspiel leben 3107 Einwohner, davon 406 im Kirchdorf (Stand:1. Januar 2023). Außerdem erstreckt sich ein Teil der Stadt Vojens bis in das Kirchspiel hinein.